# Деметрий Фалерски
Деметрий Фалерски (на старогръцки: Δημήτριος Φαληρεύς; на латински: Demetrios Phalereus; * 350 пр.н.е.; † 280 пр.н.е.) е древногръцки философ перипатетик и политик.
Той произлиза от нисшето общество, роден е през 350 пр.н.е. в Палео Фалиро. Син е на Фанострат. Учи заедно с поета Менандър при Теофраст от Ересос и получава в Атина голямо влияние като оратор. Започва политическата си кариета през 325 пр.н.е.
През 318 пр.н.е. цар Касандър го поставя на върха на управлението на града. Неговото десетгодишно управление е най-щастливият период в по-късната атинска история и атиняните му поставят 360 статуи, толкова, колкото дни тогава имала годината. Когато през 307 пр.н.е. Деметрий I Полиоркет тръгва към Атина, Деметрий Фалерски е осъден от атиняните на смърт. Той отива в Александрия, където е приет с почести от Птолемей I и му помага в основаването на Александрийската библиотека (Bibliotheca Alexandrina). Птолемей II Филаделф обаче изпраща Деметрий в Горен Египет в изгнание, където той умира след 283 пр.н.е., вероятно поради ухапване от змия.
Деметрий е един от първите философи от Ликейската школа. Той е автор на множество произведения, които днес не са запазени.
Деметрий подарява на своя учител, философа и ботаник Теофраст, градина със светилище и библиотека, която днес се намира в националната градина в Атина. Родното му място Phaleron, близо до Атина, днес се казва Paleo Faliro („Стар Фалерон“).
Диоген Лаерций пише за него кратка биография в петата книга (редове 75 – 85) на своето произведение Животът и ученията на прочути философи.